# جيمس سميث (لاعب كرة قدم بريطاني)
جيمس سميث (بالإنجليزية: Jimmy Smith)‏ (20 يناير 1947 بغلاسكو في المملكة المتحدة - ) هو لاعب كرة قدم بريطاني في مركز الوسط. شارك مع منتخب اسكتلندا لكرة القدم. أما مع النوادي، فقد لعب مع نادي أبردين ونادي سلتيك ونيوكاسل يونايتد ورابطة كرة القدم الاسكتلندية الحادية عشر ‏.

## مسيرته الكروية
لعب جيمس سميث خلال مسيرته الاحترافية مع ناديين في عشرة مواسم وسجل خلالها 34 هدفًا ضمن 232 مباراة. ولم يفز بأي موسم بالكأس أو بالدوري.
خاض جيمس سميث مسيرته مع نادي أبردين في موسم 1965–66 ليلعب معه أربعة مواسم، مشاركًا في 103 مباراة سجل خلالها 21 هدفًا. ثم انتقل إلى نادي نيوكاسل يونايتد في موسم 1969–70 ليلعب معه ستة مواسم، حيث شارك في 129 مباراة سجل خلالها 13 هدفًا.

## وصلات خارجية
- جيمس سميث على موقع الاتحاد الإسكتلندي (الإنجليزية)
- جيمس سميث على موقع قاعدة بيانات كرة القدم.إي يو (الإنجليزية)
- جيمس سميث على موقع ناشيونال فوتبول تيمز (الإنجليزية)